# Bolchoïe Krotovo
Bolchoïe Krotovo (en russe : Большое Кротово) est un hameau russe de la municipalité de Pokchenga du raïon de Pinega dans l'oblast d'Arkhangelsk. Sa population s'élevait à 14 habitants au recensement de 2021.

## Géographie
Bolchoïe Krotovo est située dans l'est de l'oblast d'Arkhangelsk, un sujet du district fédéral du Nord-Ouest, en Russie européenne. Elle appartiennt à l'établissement rural de Pokchenga, dont le chef-lieu est Kobelevo, dans le raïon de Pinega, un des raïons de l'oblast, dont le centre administratif est Karpogory.
Bolchoïe Krotovo, comme tout l'oblast d'Arkhangelsk, est située dans le fuseau horaire MSK (heure de Moscou). Le décalage horaire appliqué par rapport au temps universel coordonné est +03:00.

## Démographie
Recensements (*) ou estimations de la population,,,,:
| 2002* | 2010* | 2012 | 2021* |
| ----- | ----- | ---- | ----- |
| 61    | 27    | 39   | 14    |

## Culture locale et patrimoine
Le hameau possède l'église de la Transfiguration, une église d'architecture en bois russe typique du Nord russe, construite entre 1911 et 1915. Fermée dans les années 1930, des restaurations ont été entreprises en 2014. 